# Chriacus
Chriacus é um género de mamíferos extinto da família dos Arctocyonidae, que ocorreu entre o Paleoceno e o Eoceno na América do Norte. As espécies de Chriacus mediam cerca de 1 metro e tinham habilidade para escalar, como indicam seus membros traseiros e a cauda semi-preênsil. Eram plantígrado (andava sobre as plantas dos pés), como os ursos, e tinham garras longas.
Os Chriacus provavelmente se alimentavam de insetos, pequenos animais e frutas.

## Espécies
- C. badgleyi
- C. baldwini
- C. calenancus
- C. gallinae
- C. katrinae
- C. metocometi
- C. oconostotae
- C. pelvidens
- C. punitor